# 尤里·彼得罗维奇·特鲁特涅夫
尤里·彼得罗维奇·特鲁特涅夫（俄语：Юрий Петрович Трутнев，1956年3月1日—）是俄罗斯政治人物，原俄羅斯聯邦自然資源與環境保護部部长，2013年起担任俄罗斯联邦副总理兼遠東聯邦管區全权代表（总统特使）。

## 生平
1978年毕业于彼尔姆理工学院采矿系，获采矿工程学位。1994年当选为彼尔姆市议会议员。1996年12月以61％的选票当选彼尔姆市市长。2000年12月当选彼尔姆州州长。

### 联邦政府部长
2004年被任命为俄羅斯聯邦自然資源與環境保護部部长。领导并制定了研究开发俄大陆架资源的统一国家战略，以开辟新的能源增长点。俄总统梅德韦杰夫于2008年要求所有政府官员公布其收入和资产。2009年4月，他以其近3.7亿卢布的收入在俄罗斯政府成员年收排行榜中位居第一，超过第二名1亿多。2010年3月18日，俄罗斯宣布禁止捕猎小于1岁的海豹。他在声明中指出，捕猎海豹是一种屠杀，不能被称作狩猎。这是俄罗斯联邦迈向保护生物多样性的重要一步。2010年11月21日在圣彼得堡出席“保护老虎国际论坛”开幕式并致辞。

### 俄罗斯副总理
2013年被任命为俄罗斯联邦副总理兼遠東聯邦管區全权代表。2014年12月11日，与时任国务院副总理汪洋在钓鱼台国宾馆举行了会见活动。2018年6月8日，与时任国务院副总理胡春华在中南海紫光阁举行会见活动。2020年8月12日，特鲁特涅夫嚴重急性呼吸系統綜合徵冠狀病毒2检测结果呈阳性。

## 个人爱好
他也与爱好柔道，获得过“黑带”段位。他还酷爱赛车，曾代表过俄罗斯“卢克”石油公司参赛。

## 荣誉
- 四级祖国功勋勋章（2016年）：为国家的辛勤服务[12]。
- 荣誉勋章（1998年）：为彼尔姆城市的社会经济发展做出巨大贡献[13]。